# Walter Habersatter
Walter Habersatter (ur. 14 marca 1930 w Radstadt, zm. 30 maja 2018 tamże) – austriacki skoczek narciarski.
Jego największym sukcesem jest zajęcie drugiego miejsca w klasyfikacji generalnej 7. Turnieju Czterech Skoczni (11. miejsce w Oberstdorfie, 10. miejsce w Garmisch-Partenkirchen, 5. miejsce w Innsbrucku i zwycięstwo w Bischofshofen). W 10. Turnieju Czterech Skoczni zajął 6. miejsce, a 4 lata wcześniej był dziewiąty.